# Hennadij Dyki
Hennadij Anatolijowycz Dyki (ukr. Геннадій Анатолійович Дикий, ur. 31 marca 1969 w Białej Cerkwi) – ukraiński polityk i przedsiębiorca, mer Białej Cerkwi od 2015 roku.

## Życiorys
Hennadij Dyki urodził się 31 marca 1969 roku w Białej Cerkwi. W latach 1987–1989 służył w Armii Radzieckiej. Od 1991 roku był ślusarzem zjednoczenia produkcyjnego „Bełocerkwoszczyna”. Od stycznia 1993 roku do lutego 1994 roku pracował jako ślusarz w małym przedsiębiorstwie „Techmaszprodukcija”. Od lutego 1994 roku do lipca 1997 roku pracował początkowo jako spedytor, a następnie kierownik działu zaopatrzenia „Specjalistycznego przedsiębiorstwa remontowo-budowlanego «Żytłowyk»”.
W 1994 roku ukończył studia na Politechnice Kijowskiej, uzyskując dyplom z zakresu urządzeń i technologii produkcji spawalniczej.
W marcu 1998 założył przedsiębiorstwo „Budmarket” i pozostawał jego dyrektorem do 15 listopada 2015 roku.
W wyborach samorządowych w 2010 roku został wybrany na radnego miejskiego Białej Cerkwi, dołączając do frakcji „Front Zmian”.
W wyborach na mera Białej Cerkwi w 2015 roku Dyki startował z poparciem partii Samopomoc i został wybrany w drugiej turze, uzyskując ponad 60% głosów. Jego przeciwnikiem był były minister transportu i komunikacji Kostiantyn Jefymenko, który w pierwszej turze uzyskał od niego lepszy wynik. W wyborach w 2020 roku Dyki startujący z partii Za Przyszłość uzyskał reelekcję już w pierwszej turze z wynikiem 57,58%.
Po wygranych wyborach w 2015 roku przekazał swoje spółki członkom najbliższej rodziny. Jego żona Ołena została wówczas właścicielką supermarketu budowlanego „Budmarket”, przedsiębiorstwa zajmującego się handlem wyrobami metalowymi i materiałami budowlanymi „BC IST Serwis” oraz spółki specjalizującej się przetwarzaniem odpadów sortowanych „Roś Ekotech”. Właścicielem spółki-monopolisty w wywozie śmieci z miasta „KATP-1028” został były radny Białej Cerkwi, a prywatnie ojciec mera, Anatolij Dyki.
Według portalu „Rupor Kyjiwszczyny” karierę polityczną Dykiemu umożliwiła znajomość z byłym posłem partii Batkiwszczyna Wołodymyrem Połoczaninowem, który po jego zwycięstwie w 2015 roku wszedł do grona doradców mera, razem z innymi byłymi posłami tej partii, Witalijem Czudnowskim i Andrijem Pysznym. Współpracę z nowym merem podjął także jego kontrkandydat w wyborach, Kostiantyn Jefymenko.
23 września 2022 roku Specjalna Prokuratura Antykorupcyjna poinformowała o przedstawieniu zarzutów merowi Białej Cerkwi. Jak wynika z materiałów Narodowego Biura Antykorupcyjnego Ukrainy (NABU) mer w 2018 roku zakupił za pieniądze z budżetu niedokończony budynek za zawyżoną cenę 24 mln UAH, wyrządzając szkodę miejskich finansom na kwotę 8,73 mln UAH. Wobec Dykiego toczą się także postępowania w sprawie defraudacji środków budżetowych podczas przebudowy Parku Szewczenki i nadużycia stanowiska państwowego.
Żonaty z Ołeną, z którą ma syna Anatolija i dwie córki, Sofiję i Bohdanę.